# О закрой свои бледные ноги

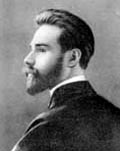
Молодой Брюсов

«О закрой свои бледные ноги» — моностих (однострочное стихотворение) Валерия Брюсова. Единственная строка стихотворения заканчивается точкой, запятая после «О» отсутствует (то есть это частица, а не междометие) (однако при цитировании и перепечатке этого текста зачастую в нём появлялись запятая после «О» и восклицательный знак в конце).

## Публикация и отклик
Стихотворение было опубликовано в третьем выпуске редактировавшегося Брюсовым альманаха «Русские символисты», вышедшем летом 1895 года (с. 13). Это был первый оригинальный (не являющийся переводом) русский моностих, опубликованный за 90 лет (предыдущее однострочное стихотворение было опубликовано в 1804 году Д. И. Хвостовым).

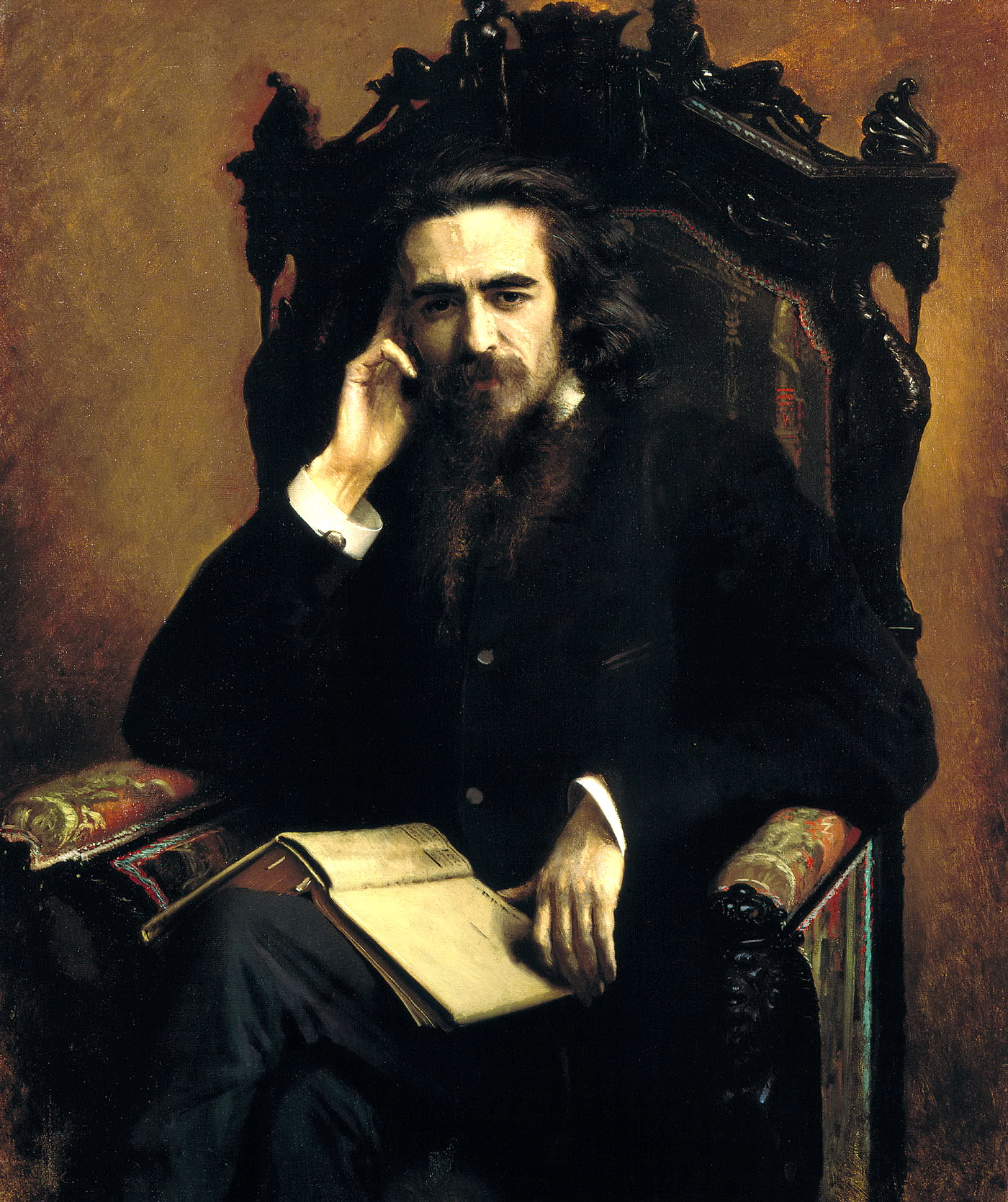
В. С. Соловьёв. Портрет работы И. Н. Крамского. 1885 г.

Моностих Брюсова вызвал исключительно острую реакцию литературной критики. При этом, как писал впоследствии Ю. Н. Тынянов, «„Почему одна строка?“ — было первым вопросом, … и только вторым вопросом было: „Что это за ноги?“». Газетные рецензенты восприняли текст Брюсова как удачный повод для упражнений в остроумии и резких высказываний против творчества Брюсова и всей новой поэзии вообще — однострочное стихотворение неочевидного содержания виделось им наиболее концентрированным проявлением таких пороков символистской поэзии, как склонность к формальному эксперименту и невнятность смысла. Наибольший резонанс из критических откликов имела реплика Владимира Соловьёва: «Для полной ясности следовало бы, пожалуй, прибавить: „ибо иначе простудишься“, но и без этого совет г. Брюсова, обращенный очевидно к особе, страдающей малокровием, есть самое осмысленное произведение всей символической литературы».
На этом фоне выделялся отзыв Василия Розанова, уделившего брюсовскому моностиху довольно много места в рецензии на книжную продукцию символистов, дважды (с разночтениями) напечатанной в периодике в 1896 году, а затем вошедшей в состав книги Розанова «Религия и культура» (1899): «Женщина не только без образа, но и всегда без имени фигурирует обычно в этой „поэзии“ <…> Угол зрения на человека и, кажется, на все человеческие отношения <…> здесь открывается не сверху, идёт не от лица, проникнут не смыслом, но поднимается откуда-то снизу, от ног, и проникнут ощущениями и желаниями, ничего общего со смыслом не имеющими. <…> Новый человек <…> все более и более разучается молиться: <…> его душа обращается только к себе. Все, что <…> мешает независимому обнаружению своего я, <…> для него становится невыносимо, <…> до тех пор, пока это я, превознесенное, изукрашенное, <…> на развалинах всех великих связующих институтов: церкви, отечества, семьи, не определяет себя <…> в этом неожиданно кратком, но и вместе выразительном пожелании: О закрой свои бледные ноги!» Таким образом, Розанов первым предпринял попытку истолковать стихотворение Брюсова, обратившись в связи с этим к эротической сфере.

## Объяснения и толкования
Брюсов посчитал необходимым объяснить свой творческий замысел в отношении этого стихотворения. В различных письмах и интервью 1895—1896 годов поэт неоднократно комментировал его. Этот комментарий никак не прояснял содержания текста и был связан исключительно с его однострочной формой. В наиболее отчётливом варианте объяснения Брюсова выглядят так: «Если вам нравится какая-нибудь стихотворная пьеса, и я спрошу вас: что особенно вас в ней поразило? — вы мне назовёте какой-нибудь один стих. Не ясно ли отсюда, что идеалом для поэта должен быть такой один стих, который сказал бы душе читателя всё то, что хотел сказать ему поэт?..» (интервью газете «Новости», ноябрь 1895 года).
Другие толкователи и комментаторы стихотворения — особенно близкие к лагерю символистов — напротив, пытались проникнуть в суть стихотворения. Наиболее распространённой оказалась версия о религиозном подтексте брюсовского моностиха. По воспоминаниям К. Эрберга, Вячеславу Иванову Брюсов будто бы ответил в 1905 году на прямой вопрос о смысле текста: «Чего, чего только не плели газетные писаки по поводу этой строки, … а это просто обращение к распятию». Похожая версия принадлежит Вадиму Шершеневичу: «Он (Брюсов) мне рассказал, … что, прочитав в одном романе восклицание Иуды, увидевшего „бледные ноги“ распятого Христа, захотел воплотить этот крик предателя в одну строку, впрочем, в другой раз Брюсов мне сказал, что эта строка — начало поэмы об Иуде». Сходные соображения высказывают и некоторые другие мемуаристы. Однако сам Брюсов письменно или публично никогда ничего подобного не утверждал.

## Дальнейшая судьба брюсовского моностиха

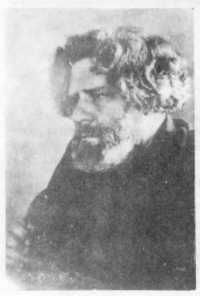
Максимилиан Волошин

Стихотворение Брюсова помнилось спустя годы и десятилетия, хотя оценка и расстановка акцентов могла меняться. Максимилиан Волошин в 1907 году писал о нём с сожалением: этот текст «заслонил от неё (читающей публики) на много лет остальное творчество поэта. <…> Эта маленькая строчка была для Брюсова тяжёлым жёрновом в тысячи пудов…» Напротив, Сергей Есенин в 1924 году, в неопубликованном некрологе Брюсову, вспоминал с явным сочувствием: «Он первый сделал крик против шаблонности своим знаменитым: О, закрой свои бледные ноги».
Последующие публикации русских моностихов всегда вызывали в памяти читателей и критиков брюсовский образец формы. Принимали это во внимание и поэты. Например, в следующей после Брюсова публикации моностихов в России — книге Василиска Гнедова «Смерть искусству» (1914), состоящей из 15 текстов, объём которых убывает от одной строки до одного слова, одной буквы и, наконец, чистой страницы, — первое однострочное стихотворение написано тем же трёхстопным анапестом, что и текст Брюсова, то есть представляет собой ритмическую цитату.
В посмертных изданиях Брюсова по инициативе его вдовы И. М. Брюсовой печатались, начиная с книги «Неизданные стихотворения» (1935), ещё несколько однострочных стихотворений. Однако происхождение их всех сомнительно.

## Первоначальный автограф стихотворения
В большинстве изданий принята датировка знаменитого моностиха 3 декабря 1894 года. В записных книжках Брюсова за этот период, хранящихся в Отделе рукописей Российской Государственной библиотеки, содержится автограф стихотворения, отличающийся от того, к чему привыкли читатели. Страница открывается номером «XIII» (других аналогичных номеров на соседних страницах нет). Далее следует строка: Обнажи свои бледные ноги. Первое слово зачёркнуто, сверху над ним вписано: Протяни. Итоговый вариант — со словами О закрой — в автографе отсутствует. После единственной строки оставлено свободное место до конца страницы.
Такой вид автографа в брюсовских записных книжках, обычно заполнявшихся им очень плотно, по мнению Д. Кузьмина, может свидетельствовать только об одном: перед нами осколок незавершённого перевода. Брюсов начал переводить какое-то стихотворение, которое в иноязычной книге-источнике значилось под номером XIII, перевёл первую строку и, собираясь закончить позднее, оставил место для продолжения, которого не последовало. Несколько аналогичных строчек из незавершённых переводов встречаются в этой и других записных книжках Брюсова, и некоторые из них посмертно публиковались в качестве моностихов. Однако именно эта строка остановила на себе внимание Брюсова спустя примерно полгода, когда он просматривал свои записные книжки, отбирая тексты для публикации в очередном выпуске «Русских символистов», — и Брюсов принял решение опубликовать эту единственную строчку отдельно, при этом изменив её смысл на противоположный (строго говоря, именно в этот момент родилось знаменитое стихотворение, а прежде существовала только заброшенная строка неудавшегося перевода). Возможно, что на это решение Брюсова повлияло его знакомство с трактатом Макса Нордау «Вырождение», где в числе прочих примеров разрушительного влияния модернизма на культуру приводилось высказывание Теофиля Готье о том, что из всего Расина следовало бы оставить только одну прекрасную строку.